# Bani de Severin

### Lista Banilor de Severin: 1233-1524
| 1. 1233 Luca 2. 1243 Ștefan 3. 1247-1254 Ioan 4. 1255 Pósa Csák 5. 1257-1261 Ștefan 6. 1262 Ștefan 7. 1263-1267 Laurențiu 8. 1268 Ugrin 9. 1268 Alexandru 10. 1269 Laurențiu 11. 1270 Ponit 12. 1270-1271 Laurențiu 13. 1271-1272 Paul 14. 1272 Laurențiu 15. 1272 Albert 16. 1273 Paul 17. 1273 Laurențiu 18. 1274 Paul 19. 1274-1275 Ugrin 20. 1275 Micu 21. 1275 Paul 22. 1275 Reinauld 23. 1276-1279 Micu 24. 1277-1278 Paul 25. 1279 Laurențiu | 1. 1280-1283 Timotei 2. 1284-1286 Mako 3. 1287-1289 Rafael 4. 1290-1293 Laurențiu 5. 1294-1296 Solymosi Posa 6. 1297-1299 Ladislau Rátholti 7. 1299-1308 Andrei Tárnok 8. 1309-1314 vacant 9. 1314-1318 Dominic Cernea 10. 1319-1323 Ladislau Rátholti 11. 1323-1329 Daniel Szécsi 12. 1324 Paul 13. 1330-1335 vacant 14. 1341 Szécsi Denis 15. 1342-1349 Losonci 16. 1350-1355 Nicolae Szécsi 17. 1355-1359 Lațcu Denis 18. 1359-1387 vacant 19. 1387 Ladislau 20. 1387-1388 Ștefan 21. 1388-1390 Ioan Kaplan 22. 1390-1391 Nicolae Perényi 23. 1392 Gerebenci Szemere 24. 1392-1393 Ditrău Bebek 25. 1393-1408 vacant | 1. 1408-1409 Pipo de Ozora 2. 1409 vacant 3. 1419 Sigismund Losonci 4. 1428 Emeric Marcali 5. 1430-1435 Nicolae Redwitz 6. 1429-1435 vacant 7. 1435 Ladislau Jakubek 8. 1436-1439 Tallóci Francisc 9. 1439-1445 Iancu de Hunedoara 10. 1445-1446 Blaziu 11. 1447-1454 Miklós 12. 1449 Vasile de Cerna (vice-ban) 13. 1452-1454 Petru 14. 1455-57 vacant 15. 1458 Vlad și Grigore Bethlen 16. 1459-1460 vacant 17. 1460 Ladislau Doczi 18. 1462-1463 Nicolae 19. 1464-1466 vacant 20. 1466 Ioan Pongracz 21. 1467 vacant 22. 1467 Ștefan și Mihai de Mâtnic 23. 1468-1471 vacant 24. 1471-1478 Emeric Hédervári 25. 1478 Ioan Dominic Bethlen | 1. 1478 vacant 2. 1479 Ambrozie și George Szenthelsebethi 3. 1479 Bartolomeu Pathócsy 4. 1480-1483 Francisc Haraszti 5. 1483-1489 Francisc Haraszti și Andrei Szokoly 6. 1490 Emeric Ozora 7. 1491 Pipo și Andei Dánfy 8. 1491-1492 Francisc Haraszti 9. 1492-1494 George și Filip Balassa de Ciula 10. 1495-1502 Petru Măcicaș 11. 1503 Barnaba Bela 12. 1503 Ioan Gărliște 13. 1504-1508 Ioan și Bela Gârliște; 14. 1508-1513 Mihai și Barnaba 15. 1514 Ioan 16. 1515-1516 Nicolae 17. 1517-1518 vacant 18. 1519 Bela Barnabas 19. 1520-1521 Nicolae Gârliște 20. 1522-1524 Ioan Kallay |

Denumirea de "vacant" al autoritatii baniei de Severin, marcheaza stapânirea valahă a domnilor munteni.